# Burås skolmuseum
Ej att förväxla med Buråsskolan i Göteborg
Burås skolmuseum är ett arbetslivsmuseum i Orusts kommun. Det ligger i Grenegård i Burås, mellan Varekil och Svanesund på södra Orust.
Skolbyggnaden är från 1875 och inrymmer en skolsal och en lärarbostad om ett rum och kök.
Burås skola upphörde 1959. Skolmuseet har drivits av den 1984 bildade Burås skolmuseikommitté.
Skolbyggnaden ägs av Orusts kommun.

## Bildgalleri

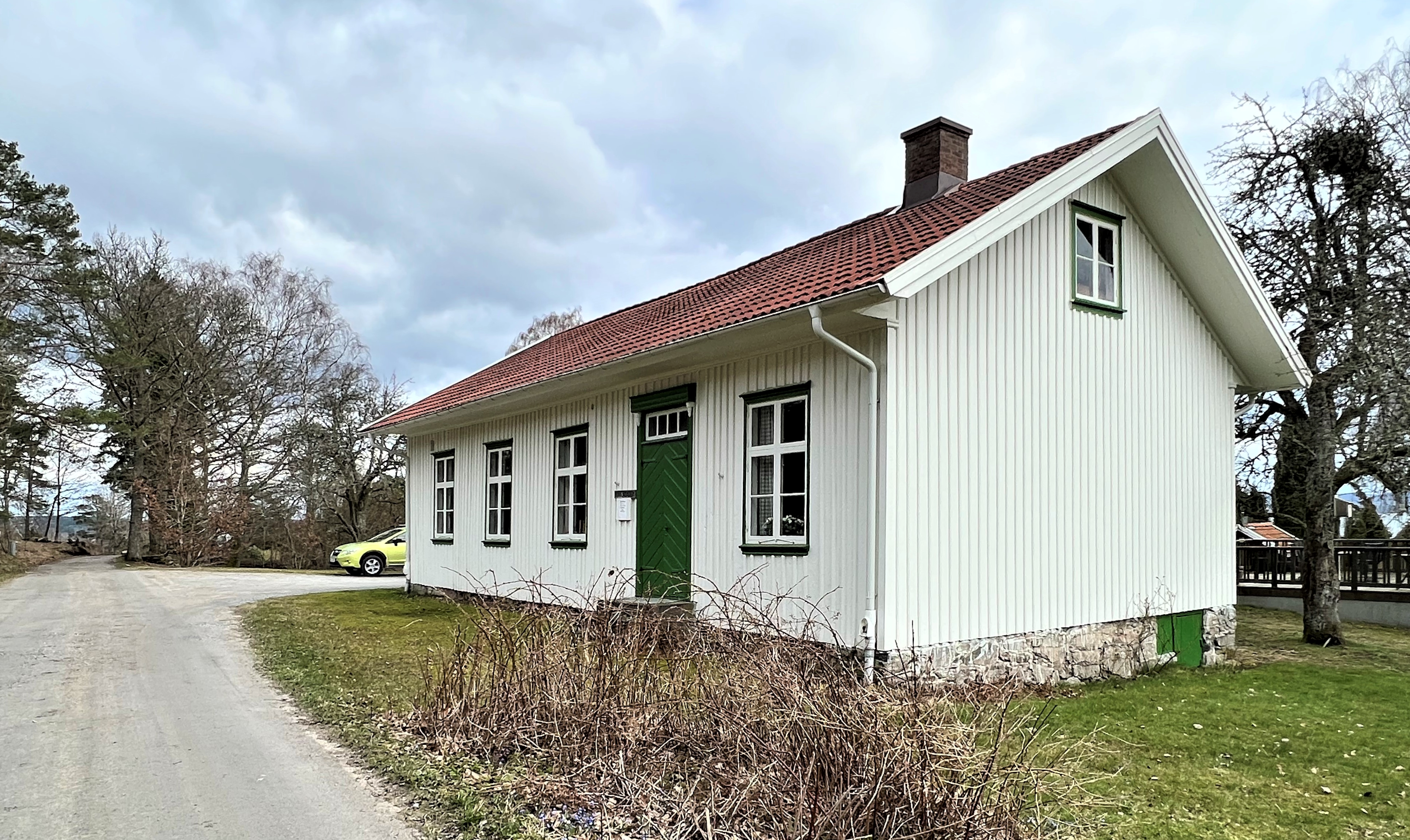
Burås skolmuseum vid gamla landsvägen mellan Svanesund och Varekil
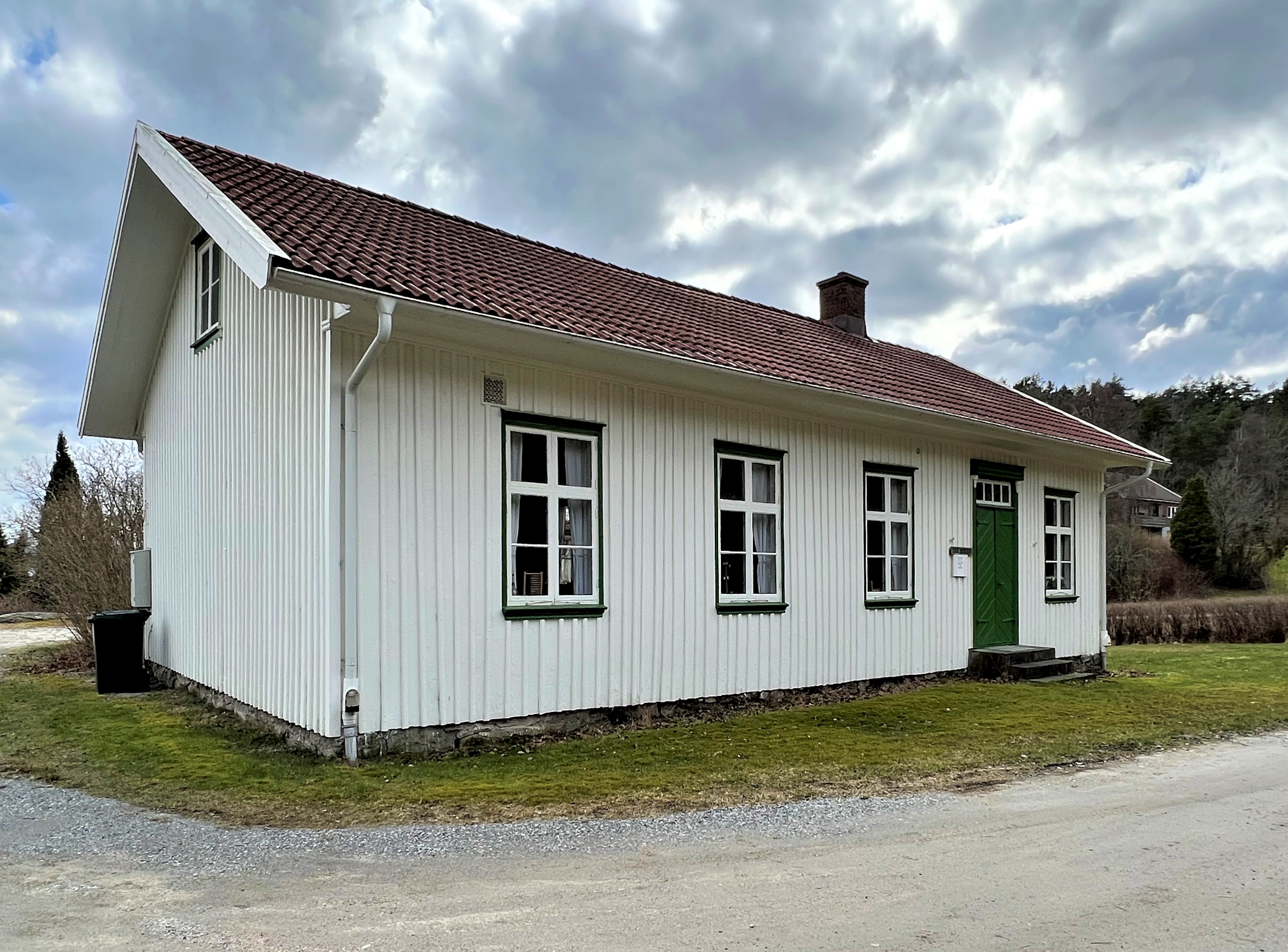
Burås skolmuseum
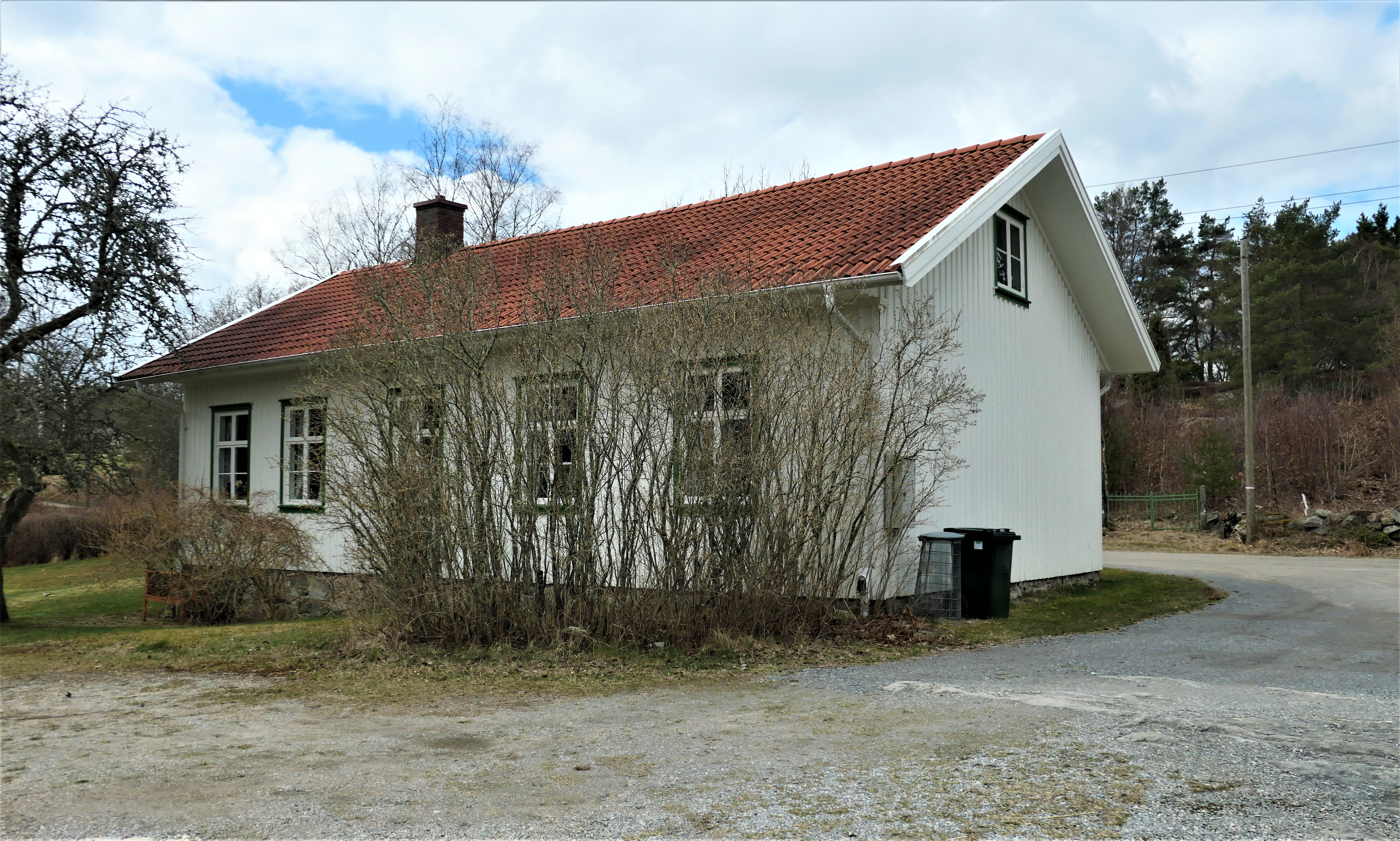
Burås skolmuseum